# Ce n'est qu'un au revoir (film)
Pour les articles homonymes, voir Ce n'est qu'un au revoir.
Pour plus de détails, voir Fiche technique et Distribution.
Ce n'est qu'un au revoir (The Long Gray Line) est un film américain réalisé par John Ford et sorti en 1955.

## Synopsis
Enseignant depuis un demi-siècle à West Point, Martin Maher se souvient des premiers jours qu'il a passés au sein de la célèbre école militaire. Immigrant irlandais débarquant tout droit de son navire pour tenter d'y gagner sa vie en tant que serveur, bien que maladroit, rétif à toute forme de discipline, ne sachant pas nager ni se battre convenablement, mais indécrottablement optimiste, épris de justice et surtout combatif, il finit par rendre son tablier pour s'y faire engager en tant que planton. Pourtant, sous la houlette du premier Maître d'armes, le judicieux capitaine Kohler, Martin comprend peu à peu les règles qui régissent l'école avant de devenir l'assistant de l'officier en tant qu'instructeur de boxe, puis maitre-nageur. Ne rempilant dans un premier temps que dans l'espoir de séduire la ravissante compatriote cuisinière au service du capitaine, il finit par prendre très à cœur les rôles que celui-ci lui assigne bien qu'étant a priori le moins bien placé pour les assumer. Reprenant ainsi la relève dans l'éducation des jeunes cadets, employant les méthodes de son mentor pour devenir à son tour l'une des figures emblématiques et paternelles de l'établissement.

## Fiche technique
- Titre : Ce n'est qu'un au revoir
- Titre original : The Long Gray Line
- Réalisation : John Ford
- Production : Robert Arthur
- Société de production : Columbia Pictures et Rota Productions
- Scénario : Edward Hope, d'après le roman autobiographique Bringing Up the Brass de Marty Maher et Nardi Reeder Campion
- Superviseur musical : Morris Stoloff
- Musique : George Duning
- Photographie : Charles Lawton Jr. et Charles Lang (non crédité)
- Montage : William A. Lyon
- Direction artistique : Robert Peterson
- Décors : Frank Tuttle
- Costumes : Jean Louis
- Pays d'origine :  États-Unis
- Langue : anglais
- Distribution : Columbia Pictures
- Format : Couleurs (Technicolor) -  Ratio : 2,35:1 - Son : 4-Track Stereo V.O.
- Genre : Drame et biopic
- Durée : 138 minutes
- Dates de sortie :
  - Japon : 22 janvier 1955
  - États-Unis : 9 février 1955
  - France : 20 juin 1955
- Affiche : Jean Mascii (France)

## Distribution
- Tyrone Power (VF : Marc Cassot) : Marty Maher
- Maureen O'Hara (VF : Jacqueline Porel) : Mary O'Donnell
- Robert Francis (VF : Gabriel Cattand) : James Sundstrom Jr.
- Donald Crisp (VF : Raymond Rognoni) : le vieux Martin
- Betsy Palmer (VF : Monique Mélinand) : Kitty Carter
- Ward Bond (VF : Claude Péran) : Capitaine Herman Koehler
- Philip Carey : Charles Dotson
- William Leslie (VF : Jean-Claude Michel) : James « Red » Sundstrom Sr.
- Harry Carey Jr. (VF : Pierre Trabaud) : Dwight D. Eisenhower
- Peter Graves (VF : André Valmy) : Capitaine Rudolph Heinz
- Patrick Wayne (VF : Jacques Muller) : Abner Overton
- Willis Bouchey : Major Thomas
- Sean McClory (VF : Raymond Loyer) : Dinny Maher
- Erin O'Brien Moore (VF : Lita Recio) : Mme Koehler

## Distinctions
- Grand Prix de l'OCIC, Venise, 1952.